# Dasyvalgus inarcuatus
Dasyvalgus inarcuatus är en skalbaggsart som beskrevs av Ricchiardi 1995. Dasyvalgus inarcuatus ingår i släktet Dasyvalgus och familjen Cetoniidae. Inga underarter finns listade i Catalogue of Life.